# Астир
„Астѝр. Всекидневен конституционен вестник. Орган на националните права“ (на гръцки: Αστήρ, в превод Звезда) е гръцки ежедневен вестник, издаван в Солун в 1908 година след реформите на Младотурската революция.
Редактор на вестника е Евмени Папагеоргиу. Излизат общо 53 броя.